# Кабрера, Анхель Лулио
Анхель Лулио Кабрера (исп. Ángel Lulio Cabrera или исп. Angel Lulio Cabrera, 19 октября 1908 — 8 июля 1999) — испанско-аргентинский ботаник, доктор естественных наук, старший научный сотрудник Национального научно-технического исследовательского совета (исп. CONICET), основатель и президент Аргентинского ботанического общества.

## Биография
Анхель Лулио Кабрера родился в Мадриде 19 октября 1908 года.
Кабрера был основателем и президентом Аргентинского ботанического общества (1945—1947).
Анхель Лулио Кабрера был автором более 200 научных работ, посвящённых видам и родам флоры Южной Америки и многочисленных публикаций, таких как Botánica (1938) и Manual de la Flora de los alrededores de Buenos Aires (1953).
В 1957—1958 годах Кабрера был деканом факультета естественных наук. Он внёс значительный вклад в ботанику, описав множество видов растений.
Анхель Лулио Кабрера умер 8 июля 1999 года в городе Ла-Плата.

## Научная деятельность
Анхель Лулио Кабрера специализировался на водорослях и на семенных растениях.

## Публикации
- Botánica (1938)[1].
- Manual de la Flora de los alrededores de Buenos Aires (1953)[1].
- Cabrera, A.L. (ed.) (1963—1970). Flora de la provincia de Buenos Aires. Col. Cient. INTA 4, partes 1—6. Buenos Aires.
- Cabrera, A.L. (1971). Fitogeografía de la República Argentina. Boletín de la Sociedad Argentina de Botánica 14, 1—42.
- Cabrera, A.L. y Willink, A. (1973). Biogeografía de América Latina. Organización de Estados Americanos, Serie Biología, Monografía Nº 13. 117 p.
- Cabrera, A.L. (1976). Regiones fitogeográficas argentinas. Acme, Buenos Aires. 85 pp. (Enciclopedia argentina de agricultura y jardinería ; Tomo 2 fasc. 1).
- Cabrera, A.L. (ed.) (1978—1993). Flora de la provincia de Jujuy. Col. Cient. INTA 13, partes 8—10. Buenos Aires.